# Aviación del Litoral Fluvial Argentino
A.L.F.A. (Sociedad Mixta Aviación del Litoral Fluvial Argentino) fue una empresa mixta creada el 16 de mayo de 1946 por el gobierno argentino, mediante el decreto nacional 13.532, y la fusión de las empresas "Corporación Sudamericana de Servicios Aéreos SA" y la "Compañía Argentina de Aeronavegación Dodero SA". Volaba hacia el litoral argentino, además de llegar a Asunción del Paraguay y Montevideo, operando con hidroaviones Short Sandringham y Sunderland. En mayo de 1949 se fusionó con otras compañías existentes en ese entonces, F.A.M.A., Z.O.N.D.A Y Aeroposta, dando origen a Aerolíneas Argentinas.

## Antecedentes
En la ruta explotada por ALFA habían volado las siguientes empresas:
- "Compañía Franco Argentina de Transportes Aéreos", conformada como resultado de la Misión Aeronáutica Francesa encabezada por el comandante Precardin y Almandós Almonacid durante noviembre de 1919 y febrero de 1920 estableciendo los primeros servicios aéreos públicos entre Buenos Aires y Montevideo con fines experimentales y luego descontinuados.
- "River Plate Aviation Co." que comenzó a operar el 23 de mayo de 1920 desde el aeródromo ubicado donde actualmente se encuentra el Hipódromo de San Isidro.
- "Compañía Rioplatense de Aviación S.A", nacida el 21 de septiembre de 1921, de la fusión de las dos empresas anteriones, inaugurando los primeros transportes aéreos regulares argentinos entre Buenos Aires y Montevideo.
- "Aeroposta Argentina S.A." Constituida el 5 de septiembre de 1927, inicia sus servicios regulares el 1 de enero de 1929, desde el aeródromo de General Pacheco, Buenos Aires a Asunción del Paraguay vía Monte Caseros, Corrientes, con dos aviones Laté 25, piloteadas por el francés Paul Vachet y los argentinos Pedro Ficarelli y Leonardo Selvetti.
- "NYRBA Line", controlada por la empresa norteamericana "Trimotor Safety Air-ways", inició sus vuelos a Montevideo en 1929 conectando Nueva York con Río de Janeiro y Buenos Aires y luego absorbida por Pan American Airways en 1930.
- "Pan American Airways", a partir de 1938 operó la ruta Buenos Aires, Monte Caseros, Asunción (Paraguay), hasta que le fuera revocado el permiso para operar vuelos de cabotaje en el año 1946.
- "Syndicato Condor", subsidiaria de Lufthansa con sede en Brasil, en 1934 inicia sus vuelos entre Argentina y Alemania, con escalas en Montevideo (Uruguay) y Río de Janeiro (Brasil), hasta que en el año 1943, se transforma en Cruzeiro do Sul.
- "Compañía Aeronáutica Uruguaya S.A." (CAUSA) comenzó los servicios entre Buenos Aires y Montevideo el 12 de marzo de 1938 con dos trimotores Junkers Ju 52 equipados con flotadores.
- "Corporación Sudamericana de Servicios Aéreos", de capitales italianos, inició sus actividades a mediados de 1938, con destino a Montevideo (Uruguay) y en 1939 a Asunción (Paraguay) con escalas intermedias en Rosario, Santa Fe, Barranqueras y Formosa.
- "Sociedad Argentina de Navegación Aérea" (SANA). Fundada en agosto de 1939, comenzó sus servicios entre el puerto de Buenos Aires y la ciudad de Colonia en Uruguay, para conectar desde allí, por medio de un servicio de ómnibus, a Montevideo.
- "Línea Aérea Nordeste" (LANE). En el año 1943 inicia sus operaciones cubriendo servicios a Monte Caseros (Corrientes), Resistencia (Chaco), Posadas e Iguazú (Misiones), esta empresa, junto a “LASO” conformarían LADE.

## Historia
A partir de octubre de 1945 y ante la posibilidad de formar parte de una sociedad mixta con el Estado Nacional, la empresa naviera Compañía Argentina de Navegación Dodero presenta un importante proyecto aerocomercial para la explotación de las rutas de cabotaje sobre los ríos Paraná y Uruguay, de las regionales a Uruguay, Paraguay y Brasil y de las internacionales a Europa y Estados Unidos.
Esta compañía ya había hecho manifiesta esta intención al comprar un hidroavión Consolidated 16 Commodore, matrícula LV-AAL, que había pertenecido a la Sociedad Argentina de Navegación Aérea (SANA), cuando esta cesó sus operaciones a fines de 1943.
la Compañía Argentina de Navegación Dodero SA estableció su estructura administrativa, comercial y operativa y la dotó del personal necesario para operarla. Para la prestación de los servicios internacionales constituyó la Compañía Argentina de Aeronavegación Dodero SA.
Con la idea de que si adquiría el material de vuelo el Gobierno Nacional le concedería los permisos correspondientes, compra cinco Short Sandringham en el Reino Unido y funda en Estados Unidos la empresa "South American Trading Corporation", que finalmente adquirió y fueron transferidos a ALFA, cuatro Douglas DC-3, seis UC-64A Norseman y dos Beech C-45 Expediter.
Paralelamente, la Corporación Sudamericana de Servicios Aéreos, que también pretendía constituirse en una sociedad mixta con el Estado Nacional, operaba en conjunto la empresa uruguaya CAUSA y ambas habían adquirido en una operación simultánea dos Short Sunderland en el reino Unido, correspondiéndole a la primera el matriculado LV-AAS.
Ambas compañías realizaron intensas gestiones para obtener las autorizaciones necesarias para operar, finalmente el 22 de febrero de 1946, la Corporación Sudamericana de Servicios Aéreos SA y la Secretaría de Aeronáutica firmaron el acta constitutiva de una sociedad mixta.
La Compañía Argentina de Aeronavegación Dodero SA, que ya había recibido parte del material de vuelo adquirido y se encontraba realizando las obras de infraestructura necesarias para operarlos, decide comprar el control accionario de la Corporación Sudamericana de Servicios Aéreos SA y la constitución de la sociedad mixta por esta empresa y el Estado Nacional, el 17 de abril de 1946. Un mes después, el 16 de mayo de 1946, se realizó el primer servicio comercial de la Corporación Sudamericana de Servicios SA empleando los nuevos hidroaviones llegados del Reino Unido.
Finalmente el 8 de mayo de 1946 se otorga el acta constitutiva de la Sociedad Mixta Aviación del Litoral Fluvial Argentino, que es aprobada por Decreto del PEN No 13.532/46 del 16 de mayo. 
El Estado Nacional estuvo representado por el Secretario de Aeronáutica Brigadier Mayor de la Colina mientras que de los suscriptores de las acciones del capital privado merecen mencionarse a la Compañía Argentina de Navegación Dodero SA, la Compañía Argentina de Aeronavegación Dodero SA (en formación) y al Vicealmirante Marcos A. Zar.
Para la formación de la nueva empresa, la Corporación Sudamericana de Servicios Aéreos SA debía aportar el Sunderland MK3 LV-AAS “Río de la Plata” y tres Macchi MC-94 matrículas: LV-AAD, LV-AAE y LV-AAF, mientras que la Compañía Argentina de Aeronavegación Dodero SA aportaría los Sandringham MK2 “Argentina” (LV-AAO) y “Uruguay” (LV-AAP), dos Beechcraft C-45 Expediter, dos Douglas DC-3 y seis Noorduyn Norseman. El Consolidated 16-1 Commodore LV-AAL no fue aceptado en principio por el Gobierno Nacional, sin embargo, el 23 de diciembre de 1947 es adquirido por ALFA.
Los Sandringham matriculados, LV-AAR y LV-ACT se encontraban volando en FAMA hasta que fueron incorporados en ALFA el 30/12/1947 y el 26/12/1947 respectivamente, mientras que el LV-AAQ fue incorporado el 2/1/1948.
La explotación de las rutas estuvo a cargo de la Corporación Sudamericana de servicios Aéreos SA hasta el 8 de enero de 1947, fecha en la que ALFA asume finalmente la operación de las mismas. Ese día, tres Sandringham partieron desde la Dársena F con diversos destinos: El LV-AAO, piloteado por Andrés Bazzari, partió hacia Posadas y escala en Concordia, pero a poco de despegar debió realizar un acuatizaje forzoso por fallas en un motor y fue remolcado de regreso al puerto de Bs.As por la Prefectura General Marítima. Con destino a Asunción partió el recién llegado del Reino Unido LV-ACT y con destino a Montevideo lo haría el LV-AAP.
Los primeros DC-3 transferidos a ALFA fueron los matriculados LV-ABE y LV-ABH mientras que la propiedad de los matriculados LV-ABU y LV-ABT fue retenida durante 1947, por la Compañía Argentina de Aeronavegación Dodero SA, que los arrendó a ALFA. Ninguna de estas aeronaves llegó a integrar oficialmente la flota de Aerolíneas Argentinas, sino que fueron vendidas a Brasil durante 1949.
Contrariamente a lo especificado en algunos registros de flota, el Douglas DC-3 LV-ABG nunca fue inscripto en Argentina y finalmente fue matriculado ZS-BWZ, el 28 de noviembre de 1947, a nombre de Suidair International en Sud África.
El 22 de enero de 1947 se registran a nombre de ALFA los UC-64A Norseman matrículas: LV-AAT, LV-AAU, LV-AAV, LV-AAW, LV-AAX, LV-AAY y el matriculado LV-AFR fue registrado el 24 de marzo. También el 22 de enero de ese año fueron transferidos a nombre de ALFA, dos Beechcraft C-45 Expediter matrículas: LV-AAZ y LV-ABD.
En marzo de 1948 el Sunderland LV-AAS fue vendido a Causa y bautizado "Gral. San Martín", recibió la matrícula uruguaya CX-AKF.
ALFA inaugura la ruta sin escalas a Asunción el 9 de mayo de 1947.
El 29 de julio de 1948 se produjo el único accidente registrado de la Empresa, proveniente de Rosario y cumpliendo el vuelo de ALFA 343, el LV-AAP embiste una draga durante el acuatizaje y se hunde, perdiendo la vida cuatro tripulantes y doce pasajeros.
El 24 de diciembre de 1948 se produce un incendio en el hangar de Puerto Nuevo que había pertenecido a la Corporación Sudamericana de Servicios Aéreos SA en Buenos Aires, en el mismo quedan destruidos los tres Macchi MC-94 II, matrículas: LV-AAF, LV-AAE y LV-AAD, que jamás habían volado para ALFA y que se encontraban almacenados mientras se formalizaba su venta al Paraguay. También queda destruido el Consolidated 16 Commodore LV-AAL, que no había vuelto a volar desde que fue vendido por la Sociedad Argentina de Navegación Aérea en 1943.
El 3 de mayo de 1949 y mediante el Decreto 10.479, el Estado Nacional la incorpora junto con las empresas Aeroposta Argentina, Z.O.N.D.A. y FAMA, dando origen a AEROLÍNEAS ARGENTINAS EMPRESA DEL ESTADO el 7 de diciembre de 1950.